# Tivadar Kanizsa
Tivadar Kanizsa (* 4. April 1933 in Szolnok; † 4. November 1975 in Jásztelek) war ein ungarischer Wasserballer.
Kanizsa bestritt 103 Länderspiele für Ungarn. Er wurde mit der ungarischen Wasserball-Nationalmannschaft 1956 und 1964 Olympiasieger und gewann bei den Spielen 1960 Bronze. 1958 und 1962 wurde Kanizsa mit der ungarischen Mannschaft Europameister. 
Nachdem 1956 der Ungarische Volksaufstand blutig niedergeschlagen worden war, gehörte Kanizsa zu den fünf Spielern, die nach den Olympischen Spielen 1956 unmittelbar nach Ungarn zurückkehrten.
Mit seinem Heimatverein Szolnok gewann Kanizsa in den Jahren 1954, 1957, 1958, 1959, 1961 und 1964 die ungarische Meisterschaft im Wasserball. 1957 wurde Kanizsa auch ungarischer Meister im Schwimmen über 400 Meter und 1500 Meter Freistil.
Im Alter von 42 Jahren verunglückte Kanizsa bei einem Autounfall tödlich.